# استحوار

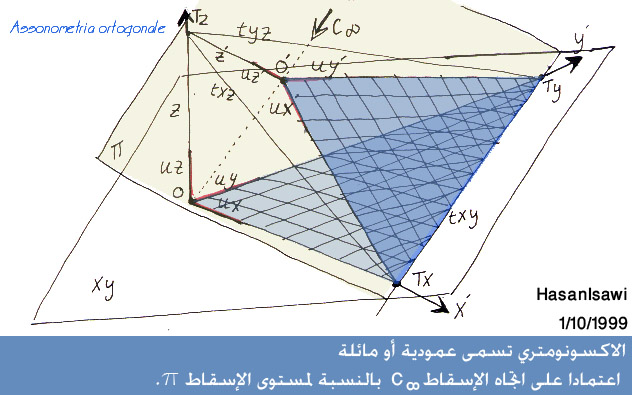
الاسقاط الموازي

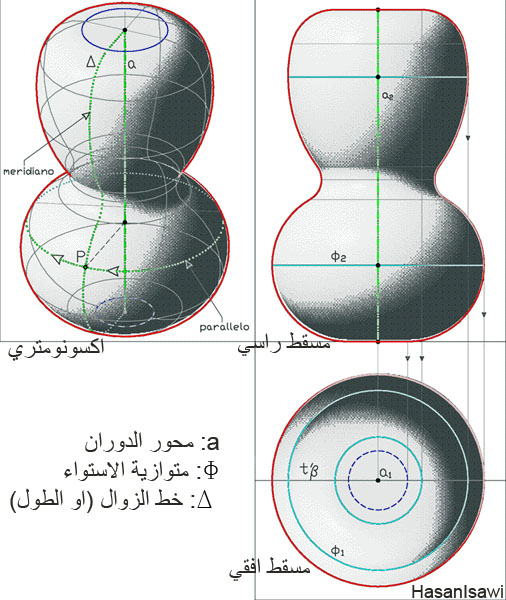
اكسونومتري (الرسم على اليسار)

الاستحوار (بالإنجليزية: Axonometry) (من اليونانية áxon = محور و métron = قياس، تعني التسمية حرفيًا «أن يجري قياسها من خلال المحاور») هو إحدى طرق الإظهار الهندسي التي تعاملت معها الهندسة الوصفية. وقد اُدخل من قبل العالم الفرنسي غاسبار مونج في نهاية القرن الثامن عشر.
المميزة الأساسية لطريقة للاستحوار هي القدرة على تمثيل، في المستوى π نفسه، ثلاثة وجوه لحجم K ثلاثي الأبعاد ,هذا صحيح إذا اعتبرنا K متوازي متوازي السطوح أو ان K أي نوع من الحجوم ولكنه مغلف افتراضيا بمتوازي السطوح.
يوصف الاستحوار بأنه عمودي أو مائل, اعتمادا على اتجاه الإسقاط بالنسبة لمستوى الإسقاط π.
الرسم بشكل عام يعني قراءة وكتابة الواقع المحيط بنا، أو نقل للآخرين ما يدور في أذهاننا.
وعندما نرسم بأي أداة ولأي غرض ، فنحن نتذكر ما رأيناه ونترجمه من خلال الآثار التي تتركها حركة اليد على الورقة.
ومن المهم تذكر أنه قبل الرسم على الورق ، يجب تخيل الأشكال في الفراغ ثلاثي الابعاد. وبهذه الطريقة فقط يمكنك القول أنه يمكنك الرؤية من خلال الرسم.

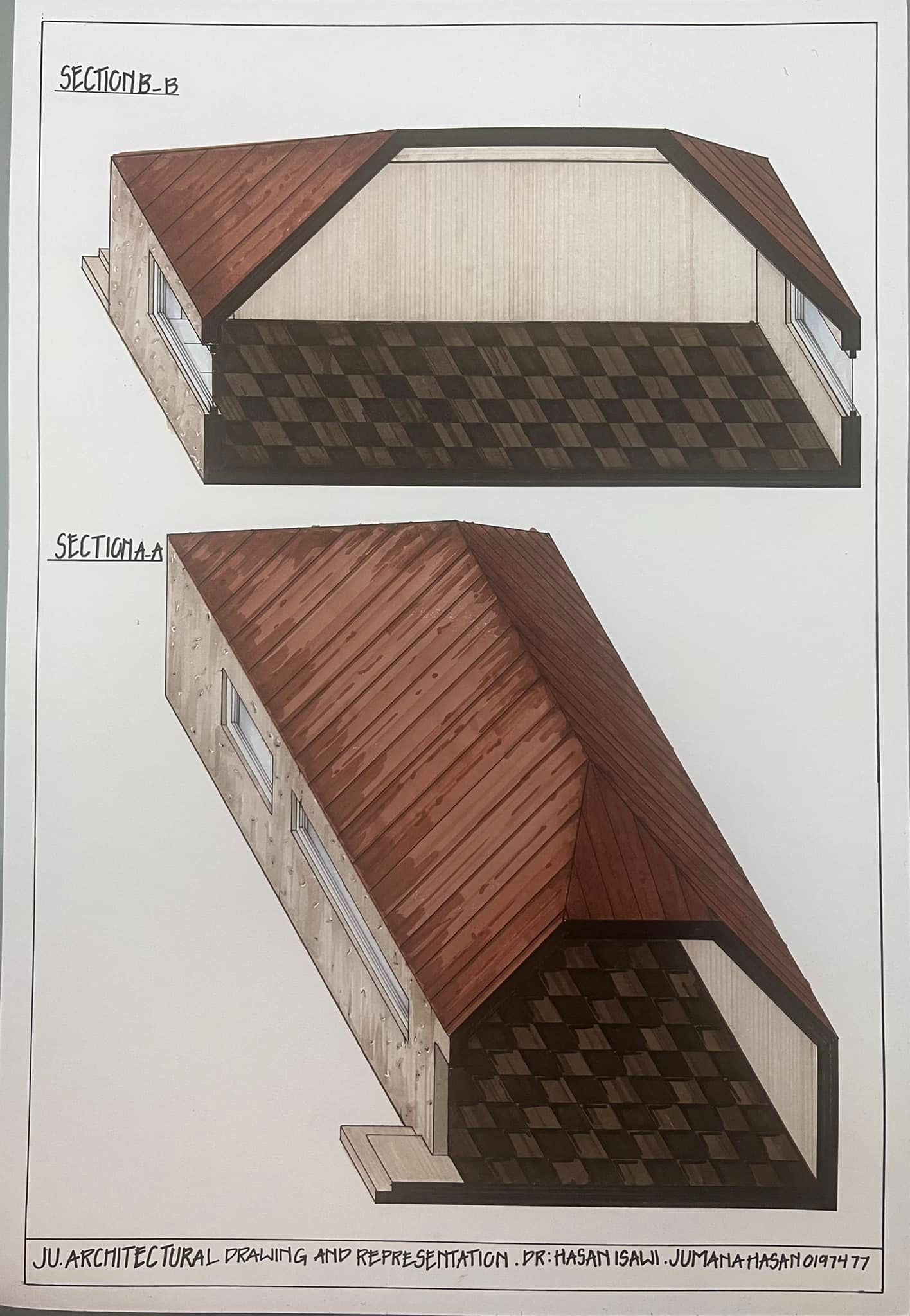
قطاعات اكسنومترية- elevation oblique

### مقارنة بين الاستحوار الايزومتري والكافاليرا الافقية (plan oblique)

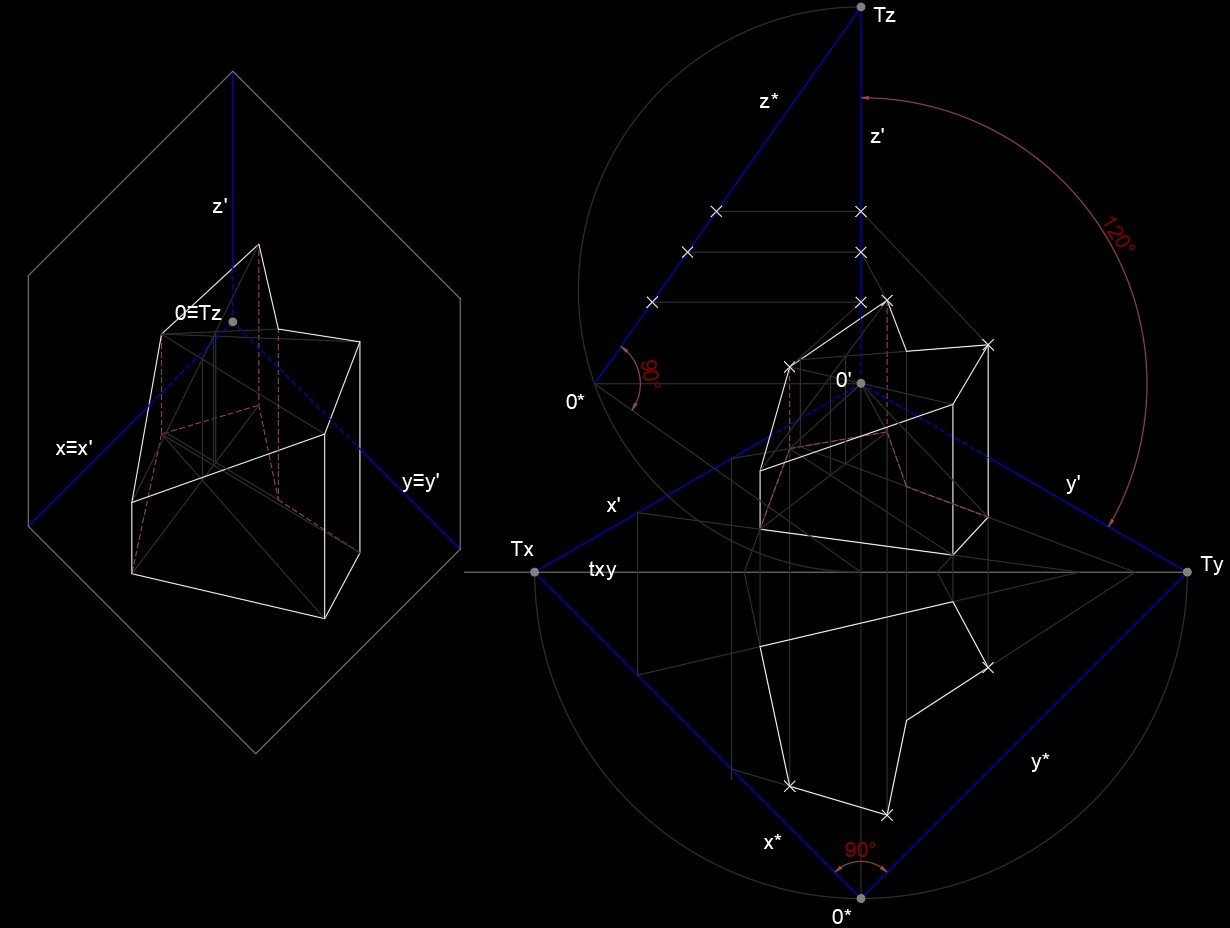
مقارنة بين الاستحوار الايزومتري والكافاليرا الافقية (plan oblique)

## معرض صور

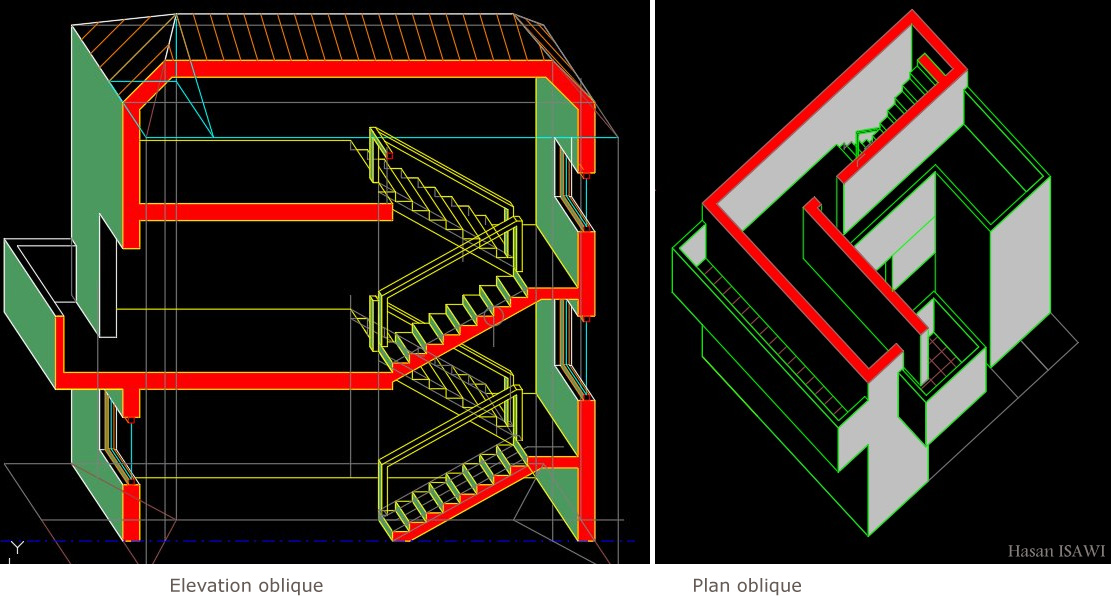
أسهل انواع الاكسنومتري: PLAN OBLIQUE و ELEVATION OBLIQUE.